# Sommera fusca
Sommera fusca là một loài thực vật có hoa trong họ Thiến thảo. Loài này được Oerst. ex Standl. miêu tả khoa học đầu tiên năm 1927.